# Centropristis
Centropristis is een geslacht van straalvinnige vissen uit de familie van zaag- of zeebaarzen (Serranidae). Het geslacht is beschreven in 1829 door Cuvier.

## Soorten
- Centropristis fuscula Poey, 1861
- Centropristis ocyurus (Jordan & Evermann, 1887)
- Centropristis philadelphica (Linnaeus, 1758)
- Centropristis rufus Cuvier, 1829
- Centropristis striata (Linnaeus, 1758) – Zwarte zeebaars